# Книги Царств
Кни́ги Ца́рств, греч. Тетравасилиос, Βασιλέιωι — четыре исторические книги Ветхого Завета.

## Характеристика
| Православие  | Иудаизм, западная христианская традиция | Православие            |
| ------------ | --------------------------------------- | ---------------------- |
| Книги Царств | Книга Самуила                           | Первая книга Царств    |
| Книги Царств | Книга Самуила                           | Вторая книга Царств    |
| Книги Царств | Книга Царей                             | Третья книга Царств    |
| Книги Царств | Книга Царей                             | Четвертая книга Царств |

Четыре книги Царств в еврейской Библии (Танахе) первоначально составляли две книги:
- одна из них, в состав которой входят первая и вторая книги Царств, называется «Книга Самуила» (или «Шмуэль»), потому что здесь средоточием рассказа служит пророк Самуил, при посредстве которого совершилась перемена правления в народе Божьем и который помазал на царство двух первых царей — Саула и Давида;
- другая книга, в состав которой входят Третья и Четвёртая книги, называется «Книга Царей» (или «Мелахим» — Цари)[1].

В печатной еврейской Библии разделение книги Самуила и книги Царей на две книги каждой произошло в XV веке, следуя христианской традиции. Так из двух книг появились четыре.
В греческой Библии (Септуагинте) все четыре книги носят общее название «Βασιλέιωι» — то есть «Книги Царств», потому что в первой и второй книгах изображаются события непосредственно божественного (теократического) царства, какое свойственно было народу Божьему, и царства человеческого, какого возжелал Израиль по примеру языческих народов; а в третьей и четвёртой изображается судьба царств Иудейского и Израильского.

## Описание
Авторами книг Царств считаются пророки, которые преемственно записывали события своего времени. Так, например, по свидетельству иудейского предания и первой книги Паралипоменон, авторами Первой и Второй книг Царств были пророки Самуил (24 главы), Нафан и Гад, а Третьей и Четвёртой — Ахия Силомлянин, Адда и Исаия. 
Вероятно, Третья и Четвёртая книги Царств приведены в настоящий вид и состав писателем времён Вавилонского плена, как полагают — Ездрою, который пользовался «Историей Соломона», «Летописью царей иудейских» и «Летописью царей Израильских». Летописи эти не следует смешивать с государственными актами и официальными записями, которые велись придворными чиновниками в Иудейском царстве, но едва ли существовали в Израильском.
Чиновники от правительства не могли так строго критически и грозно обличительно относиться к деятельности царей, как это делают составители «летописей», послуживших основанием для Третьей и Четвёртой книг Царств. Есть мнение, основанное на иудейском предании, по которому Третья и Четвёртая книги Царств составлены пророком Иеремией; но этого мнения принять нельзя, так как Третья и Четвёртая книги Царств составлены во второй период Вавилонского пленения и в земле пленения, в то время, как пророк Иеремия последние годы своей жизни провёл не в Вавилоне, а в Египте. Книги Царств охватывают около 600 лет жизни еврейского народа — от рождения пророка Самуила до освобождения Иехонии из темницы в 37-м году по переселении его в Вавилон (ок. 1170—567 гг. до н. э.).
Первая книга Царств, начиная историю еврейского народа от рождения Самуила, доводит её до смерти царя Саула — 110 лет; Вторая книга описывает царствование Давида — 40 лет; Третья излагает историю от Соломона до Иосафата — 120 лет; Четвёртая описывает события от смерти Ахава до плена Вавилонского — около 335 лет.
Общей целью написания всех книг Царств можно предположить изображение политического состояния (благополучного или несчастного) еврейского народа в связи с религиозно-нравственной его жизнью или состояния веры при царях. В частности, авторы Первой и Второй книг Царств подробным изложением событий из жизни Самуила и Давида, возможно, хотели отобразить точный образ еврейского пророка — в лице Самуила, а царя — в лице Давида. Цель составителей Третьей и Четвёртой книг Царств заключается в том, чтобы представить картину постепенного упадка Иудейского и Израильского царств в связи с причинами этого явления, а именно: презрением к пророческому слову и в особенности — идолопоклонством.